# Selección de béisbol de Nueva Zelanda
La Selección de béisbol de Nueva Zelanda es el equipo que representa al país en los diversos torneos de la disciplina, y es controlado por la New Zealand Baseball.

## Historia
La selección es conocida como los Diamondbacks, y ha participado constantemente en las fases de clasificación para los diversos torneos, en donde solo abandonó el torneo clasificatorio para los Juegos Olímpicos de Beijing 2008, y han participado en la fase de clasificación para el Clásico Mundial de Béisbol desde la edición de 2013.

## Participaciones

### Clásico Mundial de Béisbol
| World Baseball Classic record | World Baseball Classic record | World Baseball Classic record | World Baseball Classic record | World Baseball Classic record | World Baseball Classic record | World Baseball Classic record | World Baseball Classic record |                      | Eliminatoria         | Eliminatoria         | Eliminatoria         | Eliminatoria         | Eliminatoria |
| Año                           | Sede(s)                       | Ronda                         | Pos.                          | G                             | P                             | CA                            | CR                            | Sede                 | G                    | P                    | CA                   | CR                   |              |
| ----------------------------- | ----------------------------- | ----------------------------- | ----------------------------- | ----------------------------- | ----------------------------- | ----------------------------- | ----------------------------- | -------------------- | -------------------- | -------------------- | -------------------- | -------------------- | ------------ |
| 2006                          | No participó                  | No participó                  | No participó                  | No participó                  | No participó                  | No participó                  | No participó                  | No hubo eliminatoria | No hubo eliminatoria | No hubo eliminatoria | No hubo eliminatoria | No hubo eliminatoria |              |
| 2009                          | No participó                  | No participó                  | No participó                  | No participó                  | No participó                  | No participó                  | No participó                  | No hubo eliminatoria | No hubo eliminatoria | No hubo eliminatoria | No hubo eliminatoria | No hubo eliminatoria |              |
| 2013                          | No clasificó                  | No clasificó                  | No clasificó                  | No clasificó                  | No clasificó                  | No clasificó                  | No clasificó                  | República de China   | 2                    | 2                    | 22                   | 27                   |              |
| 2017                          | No clasificó                  | No clasificó                  | No clasificó                  | No clasificó                  | No clasificó                  | No clasificó                  | No clasificó                  | Australia            | 1                    | 2                    | 20                   | 23                   |              |
| Total                         | 0/4                           |                               |                               | –                             | –                             | –                             | –                             |                      | 3                    | 4                    | 42                   | 50                   |              |